# Amblyseius strobocorycus
Amblyseius strobocorycus är en spindeldjursart som beskrevs av Wu, Lan och Liu 1995. Amblyseius strobocorycus ingår i släktet Amblyseius och familjen Phytoseiidae. Inga underarter finns listade i Catalogue of Life.